# Andreas Wenzel
Andreas Wenzel detto Andi (Monaco di Baviera, 18 marzo 1958) è un dirigente sportivo ed ex sciatore alpino liechtensteinese, presidente della Federazione sciistica del Liechtenstein.
Durante la sua carriera agonistica si aggiudicò una Coppa del Mondo generale, vinse varie medaglie olimpiche e iridate, laureandosi anche campione mondiale nella combinata a Garmisch-Partenkirchen 1978, e fu portabandiera del Liechtenstein durante la cerimonia di apertura dei XV Giochi olimpici invernali di Calgary 1988.

## Biografia
Andreas Wenzel proviene da una famiglia di grandi tradizioni nello sci alpino: è fratello di Hanni e Petra e zio di Tina Weirather e Jessica Walter, tutte a loro volta atlete di alto livello. La famiglia Wenzel, originaria della Germania, si trasferì in Liechtenstein e, dopo i primi successi sportivi di Andreas e di sua sorella Hanni, ricevette la cittadinanza del principato.

### Carriera sciistica

#### Stagioni 1974-1979
Sciatore polivalente, Andreas Wenzel non aveva ancora compiuto sedici anni quando partecipò per la prima volta ai Mondiali, nel 1974 a Sankt Moritz dove si classificò 36º nello slalom gigante (l'unica gara nella quale prese il via); l'anno dopo vinse la medaglia d'oro nella medesima specialità agli Europei juniores di Mayrhofen 1975. Nel 1976 esordì ai Giochi olimpici invernali: a Innsbruck 1976 giunse 28º nella discesa libera, 20º nello slalom gigante, 10º nello slalom speciale e 5° nella combinata valida solo ai fini dei Mondiali 1976. Il 12 dicembre dello stesso anno colse a Val-d'Isère il primo piazzamento di rilievo in Coppa del Mondo, classificandosi 7º in slalom gigante.
Il 14 dicembre 1977, sul difficile tracciato 3-Tre di Madonna di Campiglio, salì per la prima volta su un podio della Coppa del Mondo, giungendo 3º nello slalom gigante vinto dal fuoriclasse svedese Ingemar Stenmark davanti allo svizzero Heini Hemmi; un mese più tardi, il 17 gennaio 1978, conquistò il primo successo di carriera sulla pista Chuenisbärgli del classico slalom gigante di Adelboden e alla fine di quella stagione 1977-1978 risultò 3º nella classifica della Coppa del Mondo generale e 2º in quella di slalom gigante, staccato di 20 punti da Stenmark. Nella stessa stagione si disputarono i Mondiali di Garmisch-Partenkirchen 1978, durante i quali Wenzel conquistò la medaglia d'oro nella combinata, quella d'argento nello slalom gigante vinto da Stenmark e si classificò 13º nella discesa libera.

#### Stagioni 1980-1984
Nella stagione 1979-1980 Andreas e la sorella Hanni entrarono nella storia dello sci vincendo entrambi la Coppa del Mondo, rispettivamente maschile e femminile: fu la prima volta in cui due fratelli s'imposero nelle classifiche generali di Coppa del Mondo, non solo nello stesso anno ma in assoluto; nella classifica generale Wenzel ottenne 4 punti in più di Stenmark. Nello stesso anno partecipò ai XIII Giochi olimpici invernali di Lake Placid 1980, dove ottenne la medaglia d'argento - secondo unicamente a Stenmark - nello slalom gigante valido anche ai fini dei Mondiali 1980; vinse la medaglia d'argento anche nella combinata, valida solo per i Mondiali, e si classificò 20º nella discesa libera e 12º nello slalom speciale.
Negli anni seguenti Wenzel continuò a collezionare successi, tra i quali lo slalom speciale vinto proprio nel paese d'origine di Stenmark, Tärnaby, il 23 febbraio 1983, e alla fine di quella stagione 1982-1983 risultò 3º sia nella classifica della Coppa del Mondo generale, sia in quella di slalom speciale; vinse anche uno dei primi supergiganti, specialità appena introdotta nel calendario, il 29 gennaio 1984 a Garmisch-Partenkirchen. Wenzel fu presente anche ai XIV Giochi olimpici invernali di Sarajevo 1984, partecipazione che gli permise di aggiungere al palmarès la medaglia di bronzo vinta nello slalom gigante; non concluse invece lo slalom speciale.

#### Stagioni 1985-1988
Nel 1985 ottenne l'ultima vittoria in Coppa del Mondo, il 13 gennaio nella prestigiosa combinata dell'Hahnenkamm di Kitzbühel, e ai successivi Mondiali di Bormio 1985 fu 4º nella combinata, suo ultimo piazzamento iridato. In Coppa del Mondo vinse la classifica di combinata sia nel 1984 sia nel 1985 (quando fu anche nuovamente 3º nella classifica generale), ma all'epoca non era prevista alcuna coppa di cristallo per questa specialità.
Il 25 gennaio 1987 ottenne, ancora nella combinata dell'Hahnenkamm, il suo ultimo podio in Coppa del Mondo; ai successivi XV Giochi olimpici invernali di Calgary 1988, dopo essere stato portabandiera del Liechtenstein durante la cerimonia di apertura, si classificò 12º nel supergigante e 6º nello slalom gigante. Wenzel, che era noto anche per essere il preparatore dei suoi stessi sci, si ritirò al termine della stagione 1987-1988 potendo complessivamente vantare 14 successi e 47 podi in Coppa del Mondo; la sua ultima gara fu il supergigante di Saalbach-Hinterglemm del 24 marzo 1988, chiuso al 13º posto.

### Carriera dirigenziale
Dal 2007 è il presidente della Federazione sciistica del Liechtenstein (Liechtensteinischen Skiverbandes, LSV).

### Altre attività
Dopo il ritiro dalle competizioni aveva lavorato come direttore sportivo della Atomic Austria e si era dedicato al marketing sportivo.

## Palmarès

### Olimpiadi
- 2 medaglie:
  - 1 argento (slalom gigante a Lake Placid 1980, valido anche ai fini dei Mondiali)
  - 1 bronzo (slalom gigante a Sarajevo 1984)

### Mondiali
- 3 medaglie, oltre a quella conquistata in sede olimpica:
  - 1 oro (combinata a Garmisch-Partenkirchen 1978)
  - 2 argenti (slalom gigante a Garmisch-Partenkirchen 1978; combinata a Lake Placid 1980)

### Europei juniores
- 1 medaglia[5]:
  - 1 oro (slalom gigante a Mayrhofen 1975)

### Coppa del Mondo
- Vincitore della Coppa del Mondo nel 1980
- 47 podi:
  - 14 vittorie
  - 21 secondi posti
  - 12 terzi posti

#### Coppa del Mondo - vittorie
| Data             | Località               | Paese          | Specialità |
| ---------------- | ---------------------- | -------------- | ---------- |
| 17 gennaio 1978  | Adelboden              | Svizzera       | GS         |
| 6 marzo 1978     | Waterville Valley      | Stati Uniti    | GS         |
| 12 gennaio 1980  | Lenggries              | Germania Ovest | KB         |
| 13 gennaio 1980  | Kitzbühel              | Austria        | SL         |
| 8 marzo 1980     | Oberstaufen            | Germania Ovest | GS         |
| 4 gennaio 1981   | Ebnat-Kappel           | Svizzera       | KB         |
| 23 febbraio 1983 | Tärnaby                | Svezia         | SL         |
| 2 dicembre 1983  | Kranjska Gora          | Jugoslavia     | SL         |
| 20 dicembre 1983 | Madonna di Campiglio   | Italia         | KB         |
| 17 gennaio 1984  | Parpan                 | Svizzera       | KB         |
| 29 gennaio 1984  | Garmisch-Partenkirchen | Germania Ovest | SG         |
| 17 dicembre 1984 | Madonna di Campiglio   | Italia         | KB         |
| 6 gennaio 1985   | La Mongie              | Francia        | SL         |
| 13 gennaio 1985  | Kitzbühel              | Austria        | KB         |

Legenda:

SG = supergigante

GS = slalom gigante

SL = slalom speciale

KB = combinata

### Campionati svizzeri
- 2 medaglie[senza fonte] (dati parziali, dalla stagione 1976-1977)[7]:
  - 2 ori (combinata nel 1977; slalom speciale nel 1978)[senza fonte]

## Statistiche

### Podi in Coppa del Mondo
| Stagione/Specialità | Supergigante | Supergigante | Supergigante | Slalom gigante | Slalom gigante | Slalom gigante | Slalom speciale | Slalom speciale | Slalom speciale | Combinata | Combinata | Combinata | Podi totali |
| ------------------- | ------------ | ------------ | ------------ | -------------- | -------------- | -------------- | --------------- | --------------- | --------------- | --------- | --------- | --------- | ----------- |
| Stagione/Specialità | 1º           | 2º           | 3º           | 1º             | 2º             | 3º             | 1º              | 2º              | 3º              | 1º        | 2º        | 3º        | Podi totali |
| 1977                |              |              |              |                |                |                |                 |                 |                 |           |           |           | 0           |
| 1978                |              |              |              | 2              | 1              | 2              |                 |                 | 1               |           |           |           | 6           |
| 1979                |              |              |              |                | 1              | 1              |                 | 1               |                 |           | 2         | 2         | 7           |
| 1980                |              |              |              | 1              | 1              |                | 1               |                 |                 | 1         | 2         |           | 6           |
| 1981                |              |              |              |                |                |                |                 |                 |                 | 1         |           | 2         | 3           |
| 1982                |              |              |              |                |                |                |                 |                 |                 |           | 3         |           | 3           |
| 1983                |              |              |              |                |                |                | 1               | 2               | 1               |           | 2         |           | 6           |
| 1984                | 1            |              |              |                |                |                | 1               |                 | 1               | 2         | 1         |           | 6           |
| 1985                |              | 1            |              |                |                |                | 1               | 1               |                 | 2         |           | 1         | 6           |
| 1986                |              |              |              |                |                |                |                 |                 | 1               |           | 2         |           | 3           |
| 1987                |              |              |              |                |                |                |                 |                 |                 |           | 1         |           | 1           |
| 1988                |              |              |              |                |                |                |                 |                 |                 |           |           |           | 0           |
| Totale              | 1            | 1            | 0            | 3              | 3              | 3              | 4               | 4               | 4               | 6         | 13        | 5         | 47          |
| Totale              | 2            | 2            | 2            | 9              | 9              | 9              | 12              | 12              | 12              | 24        | 24        | 24        | 47          |